# Saint-Georges-de-l’Oyapock

Gmina Saint-Georges na mapie Gujany Francuskiej

Saint-Georges (Saint-Georges-de-l'Oyapock jest nazwą lokalną)  – miasto i gmina w Gujanie Francuskiej (departament zamorski Francji). 
Saint Georges leży tuż przy wschodniej granicy departamentu, nad rzeką Oyapock, w odległości 189  km od Kajenny.
W 2011 roku gmina liczyła 3946 mieszkańców.
W związku z nadchodzącym otwarciem (pod koniec 2014)  Mostu na rzece Oyapock łączącego Brazylię z Gujaną, w celu sprostania zadaniom, jakie postawi przed nimi zwiększony ruch na przejściu granicznym, służby celne, straż graniczna i żandarmeria znacznie zwiększyły liczbę pracowników.  Most pozwoli rozwiązać problem izolacji gminy. Jego budowa umożliwiła już naprawę nieustannie niszczonej przez ulewne deszcze pory deszczowej trasy RN2, łączącej Saint-Georges z Cayenne.
Na terenie gminy stacjonują jednostki Legii Cudzoziemskiej.